# Torrent de Sant Jordi
El torrent de Sant Jordi és un curs d'aigua situat al terme de Pollença al nord de Mallorca.
S'origina a la Cuculla de Fartàritx.
Rep els afluents del torrent de Ternelles i del torrent de la Vall d'en Marc.
Te la desembocadura a la badia de Pollença.
El Pont Romà creua el torrent de Sant Jordi i comunica la vila de Pollença amb la zona de l'Horta i de Ternelles. Fins a finals del segle xix va ser l'únic pont per creuar el torrent de Sant Jordi i un dels escassos ponts de pedra d'aquestes dimensions existents a Mallorca.